# Musique saoudienne

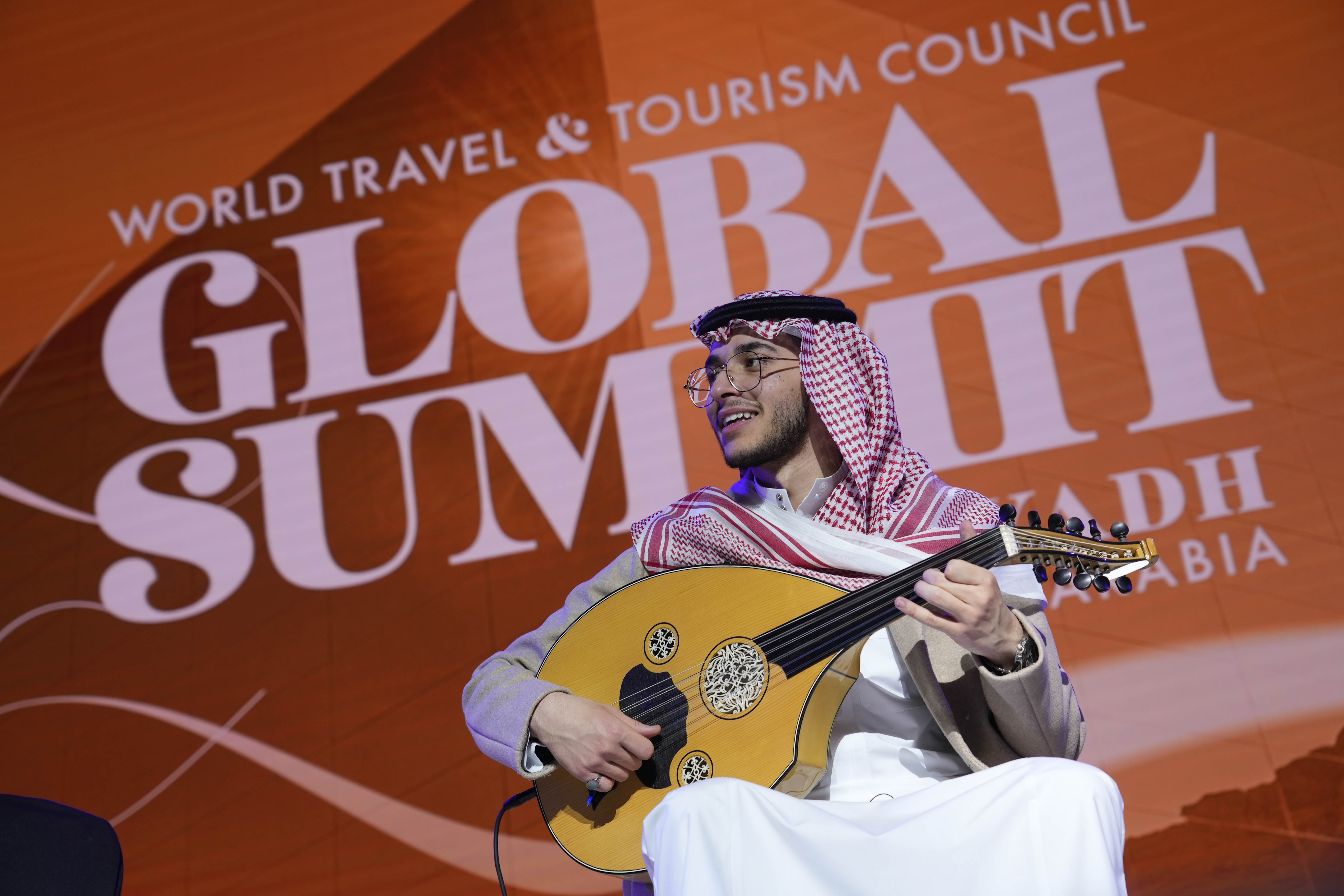
Musicien saoudien pendant le Global Summit Saudi Arabia 2022.

La musique saoudienne comprend à la fois de la musique occidentale et de la musique traditionnelle.

## Histoire
La musique saoudienne n'a pas la richesse de celle de ses voisines : la rareté du bois liée à la stérilité du territoire et la vie nomade interdisent en effet aux Bédouins l'emploi du bois ou le transport d'instruments de musique quelque peu encombrants. Bien que les caravanes traversaient l'Arabie saoudite, le pays reste isolé par l'absence d'une tradition marine au contraire d'Oman ou du Yémen. À cela s'ajoutent les lois strictes d'obédience musulmane portée à son comble en vertu de certains hadîth condamnant la musique non-percussive. Le gouvernement a longtemps imposé la censure envers toutes formes de musiques non légales selon les lois coraniques. Cette répression s'est désormais adoucie avec la modernité et on trouve aujourd'hui dans le pays toutes sortes de musiques, tandis que l'appel à la prière adhan continue de résonner.

## Musique savante
La musique arabe fait office de musique savante. En zone urbaine, on retrouve les instruments classiques arabes pour l'exécution d'un sawt, un chant semi-classique, voire d'un mawwâl ou d'un muwashshah, surtout dans la région du Hedjaz.

## Musique folklorique
Toutes les musiques obéissent au principe des maqâmat et sont caractérisées par une polyrythmie constante. Il existe de nombreux groupes folkloriques professionnels établis depuis des générations selon les activités et le relief, se spécialisant dans les chants de pêcheurs ou de marins (fjiri), de pasteurs, d'agriculteurs, de cueilleurs, de mariages (majass et daanah), etc. Certains sont composés exclusivement de femmes, qui ont le droit de jouer devant des publics mixtes.
Le khaleeji, le majrur, le hadri et les riddiyyah (joutes poétiques) sont des chants folkloriques populaires. Le Nabatî est un genre poétique majeur divisé en trois classes : poésie psalmodiée a cappella, poésie accompagnée au rabâb et poésie strophique rythmée. On trouve aussi le samri (سامري), une musique et une danse typique des pays du Golfe, dont il existe quatre genres (sâmrî, hûtî, nâqûz et sâmrî tarq tâwîl) et qui était liée au rituel zâr. Le daf y accompagne des chants poétiques tandis que les hommes à genoux se balancent en rythme. L'‘ardah est aussi un chant accompagnant une danse exécutée avec des sabres.
L'épopée at-Tawhid est un long poème composé récemment par le prince Khaled Al-Fayçal en collaboration avec Siraj Omar ; pour ce faire, ils ont recueilli des chants et des rythmes de diverses tribus de l'ensemble du territoire. Face aux côtes africaines, on trouve les chants laiwa, mizmar, khubaiti et simsimiyya liés à des cérémonies de possession zâr. Parmi les autres compositeurs les plus prolifiques, on note le chanteur Tariq Abdulhakeem, Ghazi Ali, Mohammed Al-Senan et Mohammed Shafique. On peut y adjoindre les virtuoses du oud Abadi al Johar et Abdul-Majeed Abdullah.

## Musique contemporaine
La musique occidentale est plébiscitée par la jeunesse qui ne jure que par le hip-hop, la pop, le rock, et le metal notamment. Des groupes locaux se sont formés tels Crimson, Forgotten, Inversion, Kamal, Misanthropist et The Empty Quarter. Mohammed Abdu et Talal Maddah  (appelé « Son de la terre ») sont, quant à eux, des stars de la pop.
Ibtisam Lutfi et Etab sont parmi les deux premières chanteuses d'Arabie saoudite, 1979 étant une année charnière pour l'émergence de la musique féminine dans le royaume.
Omar Basaad est élu meilleur DJ et producteur saoudien d'EDM en 2012 par Saudi Gazette. Il devient le premier producteur saoudien d'EDM officiel à représenter l'Arabie saoudite au niveau international,,.
En 2023, le premier concours Saudi Idol se tient à Riyad, avec pour juges Aseel Abu Bakr, Ahlam, Assala et Maged al Mohandes. Hams Fekri, un chanteur de 29 ans originaire de Jeddah, a remporté le titre.

## Instruments traditionnels

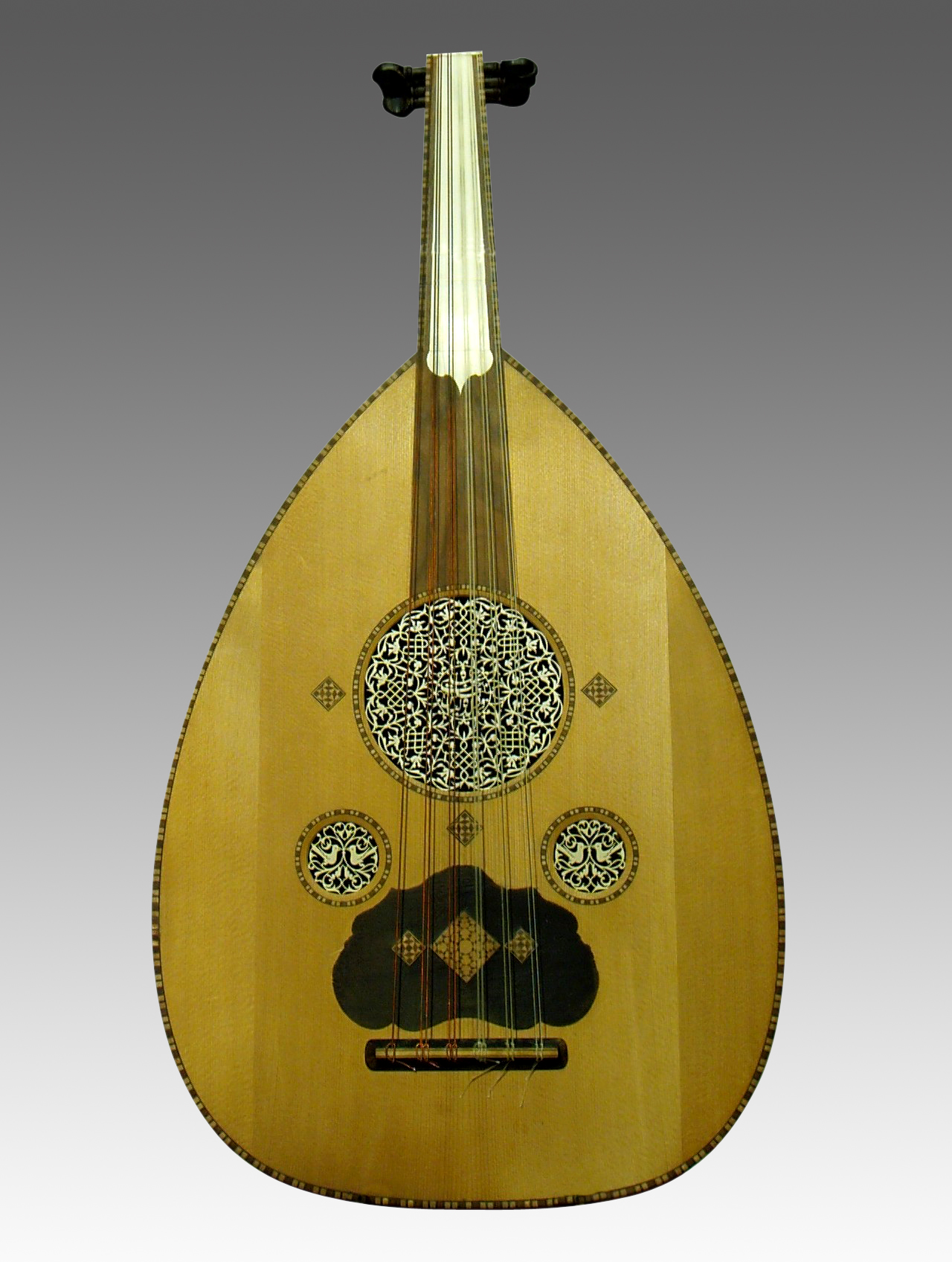
Oud.

Les instruments à vent comprennent : mizmar, ney et surnai. Les instruments à cordes comprennent : oud, qanûn, rabâb, simsimiyya, et violon. Les percussions comprennent : batu, daf, mesondo, mirwas, sif tabl, tabl, tabl 'ud, tar, tasfiq.